# Системы дифференциальной коррекции

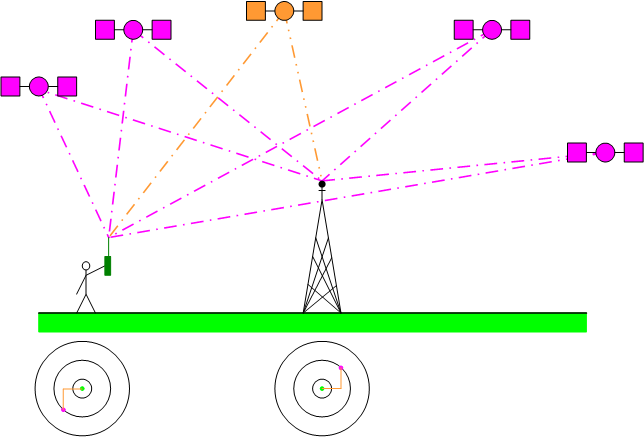
Диаграмма принципа работы спутниковой системы дифференциальных поправок

Системы дифференциальной коррекции (дополнения глобальных навигационных спутниковых систем, англ. GNSS augmentation) — методы улучшения характеристик работы навигационной системы, такие, как точность, надежность и доступность, через интеграцию внешних данных в процессе расчета. Применяемое сокращение DGPS (рус. ДГНСС — дифференциальные глобальные навигационные спутниковые системы).
Для повышения точности определения позиции навигационной аппаратуры ГНСС на земной поверхности или в околоземном пространстве. Суть большинства методов дифференциальной коррекции заключается в учете навигационной аппаратурой различного рода правок, получаемых из альтернативных источников. Для различного рода применений источниками корректирующей информации являются УССИ (унифицированные станции сбора измерений), опорные координаты которых известны с высокой точностью. Как правило методы дифференциальной коррекции обеспечивают поправками ограниченную территорию Земли. Каналы доставки данных дифференциальной коррекции могут быть различными, традиционно это УКВ, сотовая и спутниковая связь.

## Спутниковая система дифференциальной коррекции (SBAS)
Спутниковая система дифференциальной коррекции (англ. SBAS — Satellite Based Augmentation System). Спутниковые вспомогательные системы поддерживают большую точность сигнала за счет использования спутниковой трансляции сообщений. Такие системы обычно состоят из нескольких наземных систем, координаты расположения которых известны с высокой точностью. Также встречается под названием WADGPS (Wide Area Differential GPS).

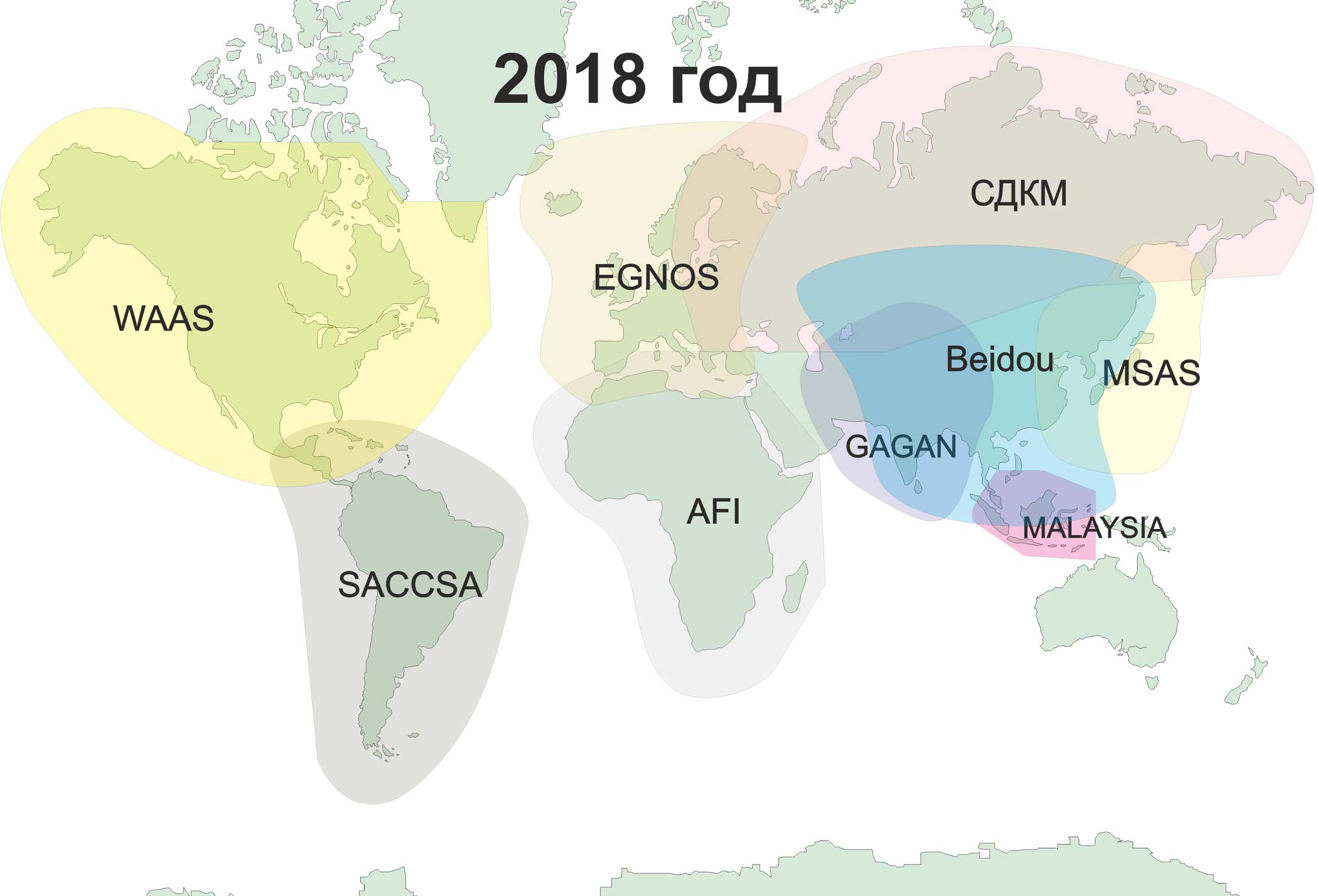
Широкозонные ССДК

### Принцип работы
Работу спутниковой системы дифференциальной коррекции (ССДК) можно представить следующим образом: 
- базовые станции мониторинга системы (RIMS), с заранее определенным местоположением определяют координаты, ведут непрерывное слежение за космической группировкой;
- далее станции RIMS передают накопленную информацию на контрольно-вычислительные станции (мастер-станции) системы (MCC);
- на станциях MCC по данным, принятым со всех обслуживаемых станций мониторинга, определяются погрешности и формируются дифференциальные поправки на некую ограниченную территорию;
- вычисленные поправки передаются на станции закладки (передачи данных), равномерно расположенные на обслуживаемой территории;
- после этого поправки передаются на геостационарные спутники;
- со спутников пользователю[2][3].

### GDGPS
GDGPS — это высокоточная система дифференцированной коррекции GPS, разработанная лабораторией реактивного движения НАСА (JPL) для поддержки требований к позиционированию, времени и определению в реальном времени научных миссий НАСА. Будущие планы НАСА включают использование спутниковой системы слежения и ретрансляции данных (TDRSS) для распространения через спутник сообщений о дифференцированной коррекции в реальном времени. 
Система обслуживается спутниками службы коррекции TDRSS (TASS). В основе навигационной технологии GDGPS лежит крупная глобальная инфраструктура, включая систему WAAS и сегмент оперативного управления GPS следующего поколения (OCX).
Используя большую наземную сеть опорных станций, инновационную сетевую архитектуру и программное обеспечение для обработки данных. Система обеспечит субдециметровую (<10 см) точность позиционирования и субнаносекундную точность передачи времени в любой точке мира, на земле, в воздухе и в космосе, независимо от местной инфраструктуры. Полный массив информации о состоянии созвездий ГНСС, экологических данных и вспомогательных продуктов будет доступен в реальном времени. 
Полный спектр услуг по увеличению точности, вспомогательных услуг ГНСС (A-GPS), ситуационной оценки и экологического мониторинга будет доступен для GPS, ГЛОНАСС, BeiDou и Galileo — глобально, равномерно, точно и надежно.

### Широкозонные (Региональные) ССДК обеспечивающие собственную спутниковую навигационную группировку
| ГНСС                                     | GPS                                                                                                  | ГЛОНАСС                                                                                   | Galileo                                                        | Бэйдоу/BDS | QZSS                                                       | IRNSS                                           |
| ---------------------------------------- | --- | ----------------------------------------------------------------------------------------- | -------------------------------------------------------------- | --- | ---------------------------------------------------------- | ----------------------------------------------- |
| СДК ГНСС                                 | WAAS (англ. Wide Area Augmentation System); WAGE (англ. Wide Area GPS Enhancement)                   | СДКМ                                                                                      | EGNOS(англ. European Geostationary Navigation Overlay Service  | SNAS (англ. Satellite Navigation Augmentation System) | MSAS(англ. Multi-functional Satellite Augmentation System) | GAGAN(англ. GPS Aided Geo Augmented Navigation) |
| Эксплуатирующая организация              | Федеральное управление гражданской авиации США; Министерством обороны США                            | Роскосмос                                                                                 | Европейское космическое агентство                              | Китайское национальное космическое управление | Министерством земли, инфраструктуры, транспорта и туризма  | Индийская организация космических исследований  |
| Система координат                        | WGS 84 (World Geodetic System 1984)                                                                  | ПЗ-90 (Параметры Земли 1990)                                                              | GTRF 2000 (Galileo Terrestrial Referenfce Frame 2000)          | CGCS 2000 (China Geodetic Coordinate System 2000) | JGS (Japanese geodetic system)                             | WGS 84                                          |
| Наземный сегмент (измерительные станции) | WAAS — 20 в США (кроме Аляски); 7 на Аляске; 1 на Гавайях; 1 в Пуэрто-Рико; 5 в Мексике и 4 в Канаде | 46 на территории РФ; 3 в Антарктике; 1 в Республике Беларусь; 2 в Казахстане; 1 в Армении | по 1 в Северной и Южной Америках, 6 — в Африке и 22 — в Европе | | 16 измерительных пунктов                                   |                                                 |
| Космический сегмент (спутники связи)     | Спутники связи «Inmarsat 4-F3» — 98°W; «Galaxy 15» — 133°W; «Anik F1R» — 107,3°W                     | Спутники связи Луч-5А 167° в. д.; Луч-5Б 16° з. д.; Луч-5В 95° в. д.                      | Спутники связи «Inmarsat 3-F2», «Inmarsat 3-F5» и ARTEMIS      | Планируется развертывание системы в составе 35 космических аппаратов к 2020 году, в числе которых: 5 спутников на геостационарной орбите; 3 спутника на наклонной геосинхронной орбите. | Спутники связи MTSAT-1R — 140° E и MTSAT-2 145° E          | Спутники связи GSAT-8 GSAT-10                   |

### Глобальные Сервисы ССДК
Системы SBAS обычно используют только одно созвездие GNSS, например GPS. Глобальные Сервисы ССДК совместимы с несколькими созвездиями GNSS, включая GPS, ГЛОНАСС, Galileo, BeiDou и QZSS и обеспечивают более точное, последовательное и надежное позиционирование, чем ССДК. Услуги коррекции, также доступны по всему миру, системы WAAS, СДКМ, EGNOS и прочие ограничены определёнными регионами. Сервисы используют всемирную сеть базовых станций с избыточностью в инфраструктуре для расчета и предоставления услуг коррекции. Все базовые станции, решения для коррекции и механизмы доставки контролируются глобальной командой сетевых инженеров и ИТ-специалистов для обеспечения надежности позиционирования и вещания по большей части мира. В данных сервисах как правило применяется SDGPS-методика, труднодоступная региональным системам NDGPS (Nationwide DGPS).
| Решение                                       | Доступность (охват)                                              | Способ доставки                                                       | Горизонтальная точность (RMS)                                 | Вертикальная точность (RMS)                                        | Время инициализации                          | Дополнительное оборудование                   | Предоставляемая информация |
| --------------------------------------------- | ---------------------------------------------------------------- | --------------------------------------------------------------------- | ------------------------------------------------------------- | ------------------------------------------------------------------ | -------------------------------------------- | --------------------------------------------- | --- |
| Глобальные Сервисы ССДК                       | Абсолютный/Локальный (Быстрый) Предвычесление эфемерид и времени | Широкозонный средства связи, интернет (Сотовая или спутниковая связи) | 3 −5 м, 2 — 50 см (зависит от уровня подписки)                | 6 — 10 м, 5 см — 1 м (зависит от уровня подписки и средства связи) | < 1 — < 20 минут (зависит от средства связи) | Доступ к глобальным система связи (интернету) | Эфемеридно-временная информация |
| SBAS (WAAS, EGNOS и т. д.)                    | Континентальный                                                  | Спутник связи, интернет (в формате SISNeT)                            | 1 м                                                           | 2 м                                                                | Мгновенный                                   | Приемник радио-частот системы                 | Эфемеридно-временная информация; информация о целостности навигационного поля; данные о величине вертикальной ионосферной задержки |
| Real Time Kinematic (RTK)(Single-Base RTK)    | Локальный                                                        | Радио                                                                 | 8 мм + 1,0 ppm (2 см при расстоянии 12 км от базовой станции) | 15 мм + 1,0 ppm (2,7 см при расстоянии 12 км от базовой станции)   | Мгновенный                                   | Радио-модем (с планом передачи данных)        | Фазовая |
| Virtual Reference Station (VRS) (Network RTK) | Региональный                                                     | Радио или Сотовая связь                                               | 8 мм + 0,5 ppm (2 см или лучше в большинстве сетей)           | 15 мм + 0,5 ppm (3 см или лучше в большинстве сетей)               | Мгновенный                                   | Модем (с планом передачи данных)              | Фазовая |

### Коммерческие сервисы

#### TerraStar
TerraStar — сервис спутниковой коррекции. Ошибки, исходящие от орбитальных спутников GPS/ГЛОНАСС, вычисляются на базовых станциям сервиса TerraStar (более 80 штук). Затем эта информация поступает и обрабатывается в Контрольном Пункте Управления. Оттуда уже загружается на геостационарные спутники, которые и вещают поправку. Учитывая, что спутники находятся над экватором, чем южнее находится пользователь, тем выше над горизонтом находится спутник и тем качественнее сигнал.
TerraStar предоставляет услуги передачи данных, которые обеспечивают надежные решения для позиционирования на уровне сантиметров и дециметров для наземного и воздушного применения. Сервис базируется на методе PPP, где данные о времени и фактических эфемеридах используются в сочетании с приемниками GNSS для обеспечения решений сантиметрового уровня с использованием только одного приемника. Сигналы поступают от 7 спутников, равномерно расположенных вдоль экватора (два луча всегда видны из любой точки Земли). Сеть TerraStar имеет три центра управления. Данные транслируются отдельно каждому навигационному спутнику.
Услуги по коррекции данных TerraStar предоставляются в партнерстве с ведущими производителями GNSS-приемников. 
Сервис TerraStar-M — максимально возможная точность порядка 5 сантиметров. Сервис TerraStar-D — обеспечивает точность порядка 10 см. 
Сервис включает в себя мониторы целостности TerraStar-X и RTK ASSIST обеспечивающие непрерывность наблюдений ГНСС-созвездий, как в пространстве так и во времени.
TerraStar-X service совмещенный с TerraStar-C PRO, обеспечивает бесшовность (непрерывную точность сантиметрового уровня по краям зон покрытия).
RTK ASSIST и RTK ASSIST PRO поддерживает позиционирование на сантиметровом уровне в течение 20 минут после отключения коррекции RTK и обеспечивает независимое позиционирование на сантиметровом уровне в районах, где нет базы RTK или покрытия сети.
В случае службы TerraStar с генерированные поправки передаются для конечных пользователей с помощью телекоммуникационных спутников Inmarsat.
| Решение                            | TerraStar-L                | TerraStar-C              | TerraStar-C PRO            |
| ---------------------------------- | -------------------------- | ------------------------ | -------------------------- |
| Плановое положение                 | 40 см (RMS) и 50 см (95 %) | 4 см (RMS) и 5 см (95 %) | 2.5 см (RMS) и 3 см (95 %) |
| Высотное положение                 | 60 cm (RMS)                | 6.5 cm (RMS)             | 5 cm (RMS)                 |
| Время конвергенции (инициализации) | < 5 min                    | 30 min                   | < 18 min                   |
| Используемые ГНСС                  | GPS/GLO                    | GPS/GLO                  | GPS/GLO/GAL/BDS            |
| Поддерживаемая платформа           | OEM7, OEM6                 | OEM6                     | OEM7                       |

##### Leica SmartLink
Сервис Leica Geosystems, доступен в двух вариантах в виде подписки на 1 или 2 года: SmartLink — полноценный сервис и SmartLink fill — ограниченный до 10 мин.
SmartLink, не требующий использования RTK-поправок и позволяет обойтись без использования базовых станций и RTK сетей не ограничено по времени. Точность определения плановых координат при использовании службы, по сравнению с режимом RTK-NETWORK или RTK-Single base несколько снижается и позволяет определить положение с 5-сантиметровой точностью.
SmartLink fill является дополнением технологии RTK для районов с нестабильной связью, автоматически восполняет возможные срывы в RTK (GSM, GPRS или Radio), сохраняя точность порядка 5 см на время до 10 минут.
Leica xRTK — это новый тип позиционирования, с точностью от 10 до 30 см. Технология основана на использовании дополнительных сигналов L-band геостационарных спутников Terrastar. При этом в качестве опорных (базовых) станций используются станции наземного сегмента спутниковой группировки Terrastar (более 80 штук), расположенные по всему миру. Технологии поддерживает работу с местными системами координат.

##### TopNET Global
Глобальные спутниковые сервисы TopNET предоставляемые компанией Topcon работают на базе TerraStar. TopNET Global обеспечивает точность 4-10 см. Подписка реализуется через глобальные спутники L-диапазона, обеспечивающие коррекцию GPS+ГЛОНАСС PPP, причем время конвергенции обычно составляет 20-30 минут. Длительность подписки составляет: 1, 3, 6 и 12 месяцев.

##### SECORX
Septentrio, производитель высокоточных OEM- и ГНСС-приемников для морской навигации, в марте 2018 объявил о запуске службы коррекции SECORX. Сервис SECORX предназначен для владельцев приемников Septentrio, которым требуется высокоточное и надежное позиционирование GNSS используя алгоритмы PPP. Cервисы SECORX-С и SeCoRx-D позволяет выполнять работы с сантиметровой и дециметровой точностью на материковой части нашей планеты. Сервис SECORX-60 обеспечивает точность 10 см в плане и 20 см по высоте на суше и в море на удалении до 60 км от берега. Сервис использует технологию TerraStar.

#### Trimble RTX
Trimble RTX (Real Time eXtended) — технология разработанная компанией Trimble Navigation. Обеспечивающая услуги коррекции в большей части земного шара, используя спутниковые и атмосферные данные в реальном времени из глобальной сети станций слежения. Резервная архитектура системы, современные процессинговые (обрабатывающие) центры на 3 континентах (Северной Америке, Европа и Австралия), обеспечивают мониторинг глобальных сетевых систем и резервирование сети для обеспечения бесперебойной работы системы. Резервное обслуживание обеспечивается системой Trimble xFill. Услуги коррекции Trimble RTX доступны только на суше.
Trimble RTX — эксклюзивная, передовая технология PPP, которая обеспечивает позиционирование сантиметрового уровня (2 −2.5 cm с вероятностью 95 %) горизонтальную. в реальном времени, работает без ограничений локальной базовой станции или сети VRS (Системы точного позиционирования), поправки поставляются по всему миру через спутник или сотовую связь/IP. Система работает со всеми ГНСС GPS, ГЛОНАСС, Galileo, BeiDou и QZSS и обеспечивает максимальную надежность и доступность. Минимальное время инициализации — 15 мин, прерывание сигнала — 200 секунд. Trimble RTX не является RTK. RTK требует использования либо временной, либо постоянной базовой станции (поправки могут быть представлены в виде поправок VRS), а производительность зависит от расстояния от базовой станции и непосредственно влияет на неё. Локальная базовая станция RTK может потребоваться для самых высоких требований к точности. В то время как RTK работает на основе корректировки источников ошибок GNSS между локальной базой и ровером, Trimble RTX моделирует эти ошибки в глобальном масштабе. Таким образом, Trimble RTX доступен по всему миру, транслируется через спутник или сотовую связь и позволяет пользователям работать без ограничений локальной базовой станции RTK или СТП.
Представляет собой семейство сервисов коррекции GNSS, которые обеспечивают высокоточное позиционирование через спутник или интернет. Службы коррекции Trimble RTX имеют разное время инициализации в диапазоне от 1 до 30 минут в зависимости от типа службы коррекции. Большинство приемников с поддержкой Trimble RTX позволят установить «порог конвергенции», который определяет, какой уровень точности должен быть достигнут.
— CenterPoint (геодезическая или основная) обеспечивает 2-2.5 см точность по горизонтали и 5 см по высоте, с вероятностью в 95 %. Инициализация мене чем в течение 1 мин в быстром режиме и 15 мин в стандартном. Предоставляются через спутник или Интернет (например, через сотовую передачу данных), через абонентское обслуживание.
— xFill Premium (премиум) обеспечивает 2-2.5 см точность по горизонтали, с вероятностью в 95 %. Инициализация мене чем в течение 1-2 мин в быстром режиме и 15-20 мин в стандартном. Поставляется только через спутник.
— FieldPoint (полевая) обеспечивает 10-20 см точность по горизонтали, с вероятностью в 95 %. Инициализация более чем в течение 1 мин в быстром режиме и 15 мин в стандартном.
— RangePoint (сельскохозяйственная) обеспечивает 30-50 см точность по горизонтали, с вероятностью в 95 %. Инициализация менее чем в течение 5 мин.
— ViewPoint (обзорная) обеспечивает 50-100 см точность по горизонтали, с вероятностью в 95 %. Инициализация менее чем в течение 5 мин.
Trimble CenterPoint RTX — служба постобработки для определения положения базовой станции и контрольных точек. Работает в ITRF2014 эпоха 2005 и доступна по адресу www.TrimbleRTX.com. Текущая эпоха ITRF2014 приводит к небольшой разнице между координатами позиции в ITRF и координатами той же позиции в WGS84.
Trimble CenterPoint RTX различают на QuickStart и CenterPoint RTX Fast Restart — это функции, которые позволяют быстро повторно инициализировать CenterPoint RTX в точно известной точке. Запустив приемник в известной точке или в том же месте, где он был в момент последнего выключения, CenterPoint RTX может полностью инициализироваться менее чем за 5 минут.
Trimble xFill — спутниковые линии связи плавно включают если Радио RTK или сотовая связь/ IP потеряны более чем на 200 секунд, в то время как сигналы GNSS могут быть потеряны до четырёх минут, прежде чем приемник потребует полной повторной инициализации. Обеспечивает резервное копирования RTK и VRS данных. Его можно использовать для того чтобы компенсировать перерывы сигнала коррекции с высокой точностью на всю продолжительность перерыва, и смягчить повреждения. xFill работает плавно в фоновом режиме, вычисляя позиции Trimble RTX, и автоматически заполняет пробелы позиционирования, если источник коррекции RTK или СТП (VRS) пользователя прерывается в связи с нарушение сотового сигнала или потери радиосвязи. Поправки Trimble RTX поставляются через спутник, что позволяет продолжать полевые операции во время прерываний сигнала RTK/VRS и в течение большинства периодов помех, которые делает RTK неработоспособным. Xfill обеспечивает близкую к CenterPoint RTX точность позиционирования в течение всего периода прерывания, расширяя стандартную службу, которая ограничена 5-20 минутами.
| Зона покрытия | Регион наземного сегмента | Частота   |
| ------------- | ------------------------- | --------- |
| RTXWN         | Western North America     | 1557.8614 |
| RTXCN         | Central North America     | 1557.8150 |
| RTXEN         | Eastern North America     | 1557.8590 |
| RTXSA         | Latin America             | 1539.8325 |
| RTXAE         | Europe/Africa             | 1539.8125 |
| RTXAP         | Asia/Pacific              | 1539.8325 |
| RTXIO         | Central Asia              | 1545.5300 |

Услуга предоставляется по подписке.

#### OmniSTAR и Starfix DGPS System
Starfix DGPS System и OmniSTAR — поддерживается голландской компанией Fugro N.V. (коммерческая система) система координат WGS84. Спутниковый сервис OmiSTAR предназначен для использования только на территории суши, на внутренних водных путях, портах и гаванях в то время как Starfix DGPS System используется на судах и сооружениях эксплуатируемых на море). При выходе за зону действия дифференциальный сервис автоматически выключается, при возвращении в зону вновь автоматически включается. Наземный сегмент OmniSTAR состоит из 100 наземных референц-станций, 3 центров загрузки данных на спутники, и 2 контрольных центра (Network Control Centres). Поправки формируются с помощью методики известной как виртуальная базовая станция(Virtual Base Station (VBS). Опции подписки на услугу OmniSTAR VBS:
- VBS Continental (Континентальная VBS): Сигнал покрывает территорию всего континента (например, Европы).
- VBS Regional (Региональная VBS): Сигнал покрывает территорию выбранного региона или государства.
- Agri-License (Земледельческая лицензия): VBS формируется на локальную территорию, выбранную пользователем[24].

OmniSTAR использует геостационарные спутники связи компании Inmarsat, Mobile Satellite Ventures (MSV) и пр. в восьми регионах, охватывающих большую часть суши каждого обитаемого континента на Земле.
| Зона покрытия | Регион наземного сегмента              | Название спутника | Тип спутника                                                        | Частота   |
| --- | -------------------------------------- | ----------------- | ------------------------------------------------------------------- | --------- |
| Зона MSV | Восточная подзона США (Eastern U.S.)   | MSV-E             | MSV-1 (США), MSV-2 (Канада) и чуть позже MSV-SA (Латинская Америка) | 1557.8450 |
| | Центральная подзона США (Central U.S.) | MSV-C             | MSV-1 (США), MSV-2 (Канада) и чуть позже MSV-SA (Латинская Америка) | 1557.8350 |
| | Западная подзона США (Western U.S.)    | MSV-W             | MSV-1 (США), MSV-2 (Канада) и чуть позже MSV-SA (Латинская Америка) | 1557.8550 |
| Северная, Центральная и Южная Америка, включая Карибский бассейн (North, Central and South America including the Caribbean) | Зона ASAT                              | ASAT              | Н/Д                                                                 | 1539.9325 |
| Запад Атлантического океана (Atlantic Ocean West)                                                                           | Зона AORW                              | AOR-W             | Inmarsat-3 F4                                                       | 1539.9625 |
| Европа, Африка И Ближний Восток (Europe, Africa & Middle-East)                                                              | Зона ESAT                              | ESAT              | Inmarsat-3F2                                                        | 1539.9125 |
| Индия, СНГ, Ближний Восток (India, CIS, Middle-East)                                                                        | Зона IOR                               | IOR               | Inmarsat-3F1                                                        | 1539.9325 |
| Юго-Восточная Азия, Австралазия, западная часть Тихого океана, Австралия (Asia Pacific)                                     | Зона AUSAT                             | AUSAT             | Delphini 1                                                          | 1539.9625 |
| Австралия И Тихоокеанский Регион (Australia & Pacific Rim)                                                                  | Зона POR                               | POR               | Inmarsat-3F3                                                        | 1539.9525 |

Starfix DGPS System — основана на 2 частотности ГНСС и методе PPP. В систему входят наземный сегмент состоящий из 60 наземных (базовых или контрольно корректирующих станций) и космический — 4 КА «Инмарсат» (INMARSAT), в частности AOR-W (Западный регион Атлантического океана(Inmarsat-3F4)), POR (Регион Тихого океана (Inmarsat-3F3)), IOR (регион Индийского океана (Inmarsat-3F1)), ESAT (Восточный (Европейский) Регион Атлантического океана(Inmarsat-3F2)).
Дальность превышает 2000 км от побережья. Охват системы многие районы акваторий прилегающих морей и океанов всех континентов за исключением побережья Юго-Восточной части Африки. Северо-Востока Азии (Россия) и центральных районов Мирового океана. Заявленная точность местоопределения (с вероятностью 0,95) 1-2 м на дальности до 1000 км и 3 м на удалении, свыше 2000 км. Космический сегмент ретранслирует поправки на частоте 1600 МГц. Формат данных соответствует стандарту RTCM-104 версии 2.0. Сбор данных производится в центрах управления, расположенные в Хьюстоне (США), Перте (Австралия) и Еике. (те же что и для OmniSTAR), где осуществляется анализ их достоверности и совместная обработка. После обработки корректирующая информация (дифференциальные поправки, параметры базовых станций и специальное сообщение стандарта RTCM SC-104) ретранслируется пользователям.

#### StarFire navigation system

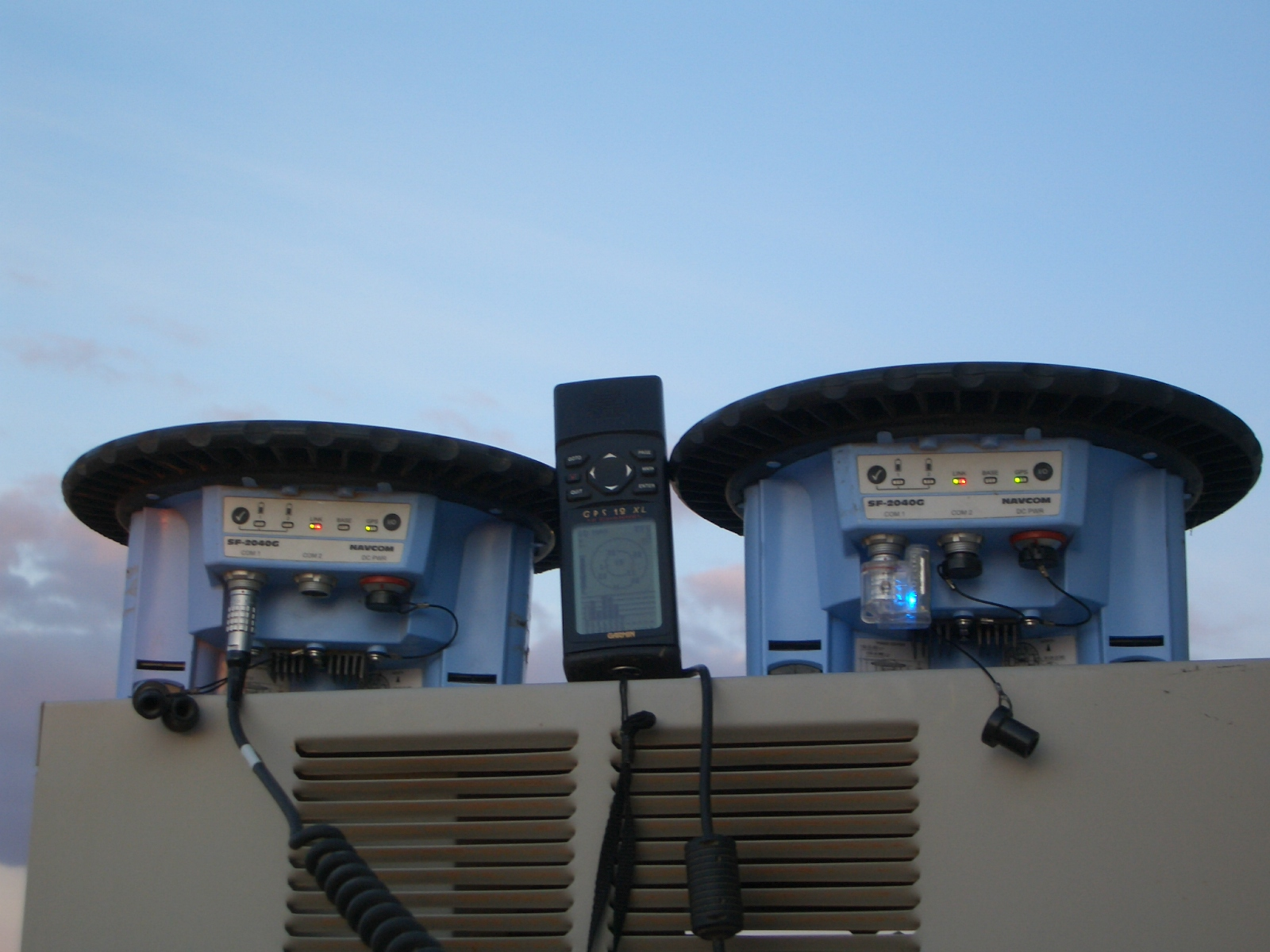
2 приемника Navcom SF-2040G

StarFire navigation system — поддерживается американской компанией John Deere (коммерческая система), система координат WGS84. Обеспечивает точность в течение 24-часового периода менее 4,5 см. Идея о картографировании урожайности с применением GPS-приемников и счётчиков зерна появилась в 1994 году. Однако точность GPS, все ещё использующая выборочную доступность, была слишком низкой. В 1997 году была сформирована команда из представителей компанией John Deere, Стэнфордского университета и инженеров NASA из Лаборатории реактивного движения. Они решили создать систему DGPS, которая довольно сильно отличалась от аналогичных систем, типа WAAS.
Система StarFire использует двух частотный метод. Для этого приемник захватывает сигнал P(Y), который транслируется на двух частотах, L1 и L2, и сравнивает влияние ионосферы на время распространения обеих частот (фазы 2-х сигналов) и вычисляет поправку с помощью специализированного ПО. На момент разработки это был дорогой с точки зрения электроники, метод. После вычисления поправок на базовых станциях, информация передается пользователю. StarFire передает эти данные со скоростью 300 бит в секунду, повторяя один раз в секунду. Поправки, как правило, действуют в течение примерно 20 минут.
При первоначальном развертывании StarFire использовала семь опорных станций в континентальных районах США. Поправки, генерируемые на этих станциях, отправляются на две резервные станции обработки (одна из которых расположена совместно с эталонным/мониторным сайтом), а затем результирующий сигнал передается с станции восточного побережья США. Все станции связаны через интернет, с выделенными линиями ISDN и ссылками VSAT в качестве резервных копий. Полученные сигналы ретранслировались через спутник Inmarsat III.
Позднее были созданы дополнительные сети StarFire в Южной Америке, Австралии и Европе, каждая из которых работает со своих собственных опорных станций и передает данные на свои собственные спутники. По мере расширения использования этой системы было принято решение объединить различные «локальные» сети в единую глобальную сеть. Сегодня сеть StarFire использует двадцать пять станций по всему миру, вычисляя и передавая данные.
- Сигнал SF1 — точность ± 30 см
- Сигнал SF2 — точность ± 10 см
- Сигнал RTK — точность ± 2 см[32]

#### SkyFix и SkyFix XP
Система SkyFix и SkyFix ХP эксплуатируется фирмой Racal Survey Limited — охватывает все основные районы мира, в которых ведутся наиболее активные процессы добычи и разведки природных ресурсов. Передача дифференциальных поправок осуществляется через спутники связи «Inmarsat». SkyFix обеспечивает точность порядка 3 м и лучше в широкой области; кроме того, при использовании нескольких ККС точность увеличивается до 1 м. SkyFix реализует средства наблюдения за функционированием элементов системы, контроля характеристик и целостности. Данные о любом отказе быстро становятся известными потребителю. Фирма Racal Survey арендует каналы 4-х КА «Inmarsat». Предполагается, что сеть ККС будет насчитывать около 60 станций, разбросанных по всему миру. Система SkyFix должна использовать не только сигналы GPS, но и ГЛОНАСС. Система включает два центра управления (в шотландском Абердине и Сингапуре), сеть референц-станций по всему миру и несколько мониторов, 5 станций загрузки расположены в Хьюстон (США), Абу-Диби (ОАЭ),Кейптаун (ЮАР) Перт (Австралия), Гунхилли (Великобритания). Для доведения корректирующей информации до потребителей система SkyFix использует специализированные каналы на спутниках системы «Inmarsat» — AOR-E (Atlantic Ocean Region East), AOR-W (Atlantic Ocean Region West), IOR (Indian Ocean Region), POR (Pacific Ocean Region). Зона охвата SkyFix закрывает все главные области деятельности высокоточных геодезических работ по всему миру, включая морские акватории. Корректирующих станций расположены.
SkyFix XP, обеспечивает дециметровую точность (порядка 10 см в плане и 15 см по высоте) определения координат без ограничений на удаление приемника от референц-станций. SkyFix XP превосходит все существующие системы по точности и скорости позиционирования морских и речных судов, для проведения сбора данных и их обработки в целях нефтегазодобычи и разведки полезных ископаемых, строительства и гидрографических изысканиях.
В SkyFix XP воплощена новая SDGPS-методика, использующая глобальную сеть референц-станций корпорации Thales, расположенных так, чтобы обеспечивать непрерывный прием данных со всех GPS-спутников для постоянного обновления дифференциальных поправок на референц-станциях, что, собственно, и обеспечивает действительно глобальное покрытие высокоточными GPS-данными.
SDGPS как методика определения координат на базе GPS-данных, основана на использованием дифференциальных поправок, связанных с конкретным спутником GPS созвездия, а не с конкретной референц-станцией. Достигается путем непрерывного мониторинга спутников на их орбитах со станций слежения корпорации Thales, благодаря чему выполняется выявление недопустимых погрешностей по каждому спутнику и отбраковка ненадежных данных. Одновременно вводятся локальные тропосферные и ионосферные поправки на основе двухчастотных GPS-измерений. Влияние многократных отражений и внутренних задержек приемника устраняется в ходе пост-обработки.
Система SkyFix XP существенно отличается от традиционных дифференциальных GPS-методов, которые используют точно известные координаты референц-станции для определения дифференциальных поправок в измерения, выполненные мобильными приемниками (роверами) по доступным в данный момент спутникам созвездия GPS. Эти поправки в псевдодальности передаются в формате RTCM SC-104 для вычисления координат. Такой подход позволяет получить только один вариант поправок, которые учитывают только источники погрешностей, связанные с данными от доступных референц-станций. SkyFix XP полностью устраняет такие ограничения на удаление приемника от опорных станций. 
| Регион           | Страна               | Местоположение     |
| ---------------- | -------------------- | ------------------ |
| Северная Америка | Канада               | Галифакс           |
| Северная Америка | США                  | Сан-Франциско      |
| Северная Америка | США                  | Тампа              |
| Северная Америка | США                  | Хьюстон            |
| Северная Америка | США                  | Новый Орлеан       |
| Северная Америка | Мексика              | Сьюдад-дель-Кармен |
| Южная Америка    | Бразилия             | Макаэ              |
| Южная Америка    | Панама               | Панама             |
| Южная Америка    | Фолклендские острова | Порт-Стэнли        |
| Африка           | Кения                | Момбаса            |
| Африка           | ЮАР                  | Дурбан             |
| Африка           | ЮАР                  | Кейптаун           |
| Африка           | Намибия              | Уолфиш-Бей         |
| Африка           | Ангола               | Луанда             |
| Африка           | Габон                | Порт-Жантиль       |
| Африка           | Нигерия              | Порт-Харкорт       |
| Африка           | Мозамбик             | Бейра              |
| Азия             | ОАЭ                  | Абу-Даби           |
| Азия             | Индия                | Мумбай             |
| Азия             | Япония               | Сапоро             |
| Азия             | Гонконг              |                    |
| Азия             | Филиппины            | Манила             |
| Азия             | Малайзия             | Куала-Лумпур       |
| Азия             | Малайзия             | Сингапур           |
| Азия             | Россия               | Ноглики            |
| Азия             | Индонезия            | Риау               |
| Австралия        | Австралия            | Дарвин             |
| Австралия        | Австралия            | Дампер             |
| Австралия        | Австралия            | Брум               |
| Австралия        | Австралия            | Аделаида           |
| Австралия        | Австралия            | Перт               |
| Австралия        | Австралия            | Сидней             |
| Австралия        | Австралия            | Кэрнс              |
| Европа           | Испания              | Кадис              |
| Европа           | Италия               | Рим                |
| Европа           | Норвегия             | Хамерфест          |
| Европа           | Норвегия             | Берген             |
| Европа           | Норвегия             | Брённёйсунн        |
| Европа           | Норвегия             | Молде              |
| Европа           | Шотландия            | Самбург            |
| Европа           | Шотландия            | Абердин            |
| Европа           | Голландия            | Ден-Хелдер         |
| Европа           | Швеция               | Стокгольм          |
| Европа           | Англия               | Фламборо           |
| Европа           | Англия               | Норвич             |
| Бискайский Залив |                      |                    |

Мониторы целостности расположены в Абердине (Северный) и Кейптауне (Южный), резервные в Перте (Южный) и Хьюстоне (Северный)
Кроме того, наземная сеть SkyFix, поддерживает систему SDGPS, которая контролируются и эксплуатируются 24 часа в сутки. Погрешность точности менее 2 м, зона покрытия с центром на станции коррекции более 2000 км, Цикл обновления информации — 5 секунд. Системы Starfix используются сообщения стандарта RTCM SC-104.
| Зона покрытия                                              | Регион наземного сегмента | Название спутника | Тип спутника  | Частота |
| ---------------------------------------------------------- | ------------------------- | ----------------- | ------------- | ------- |
| Запад Атлантического океана (Atlantic Ocean West)          | Зона AORW                 | AOR-W             | Inmarsat-3 F4 |         |
| Восток Атлантического океана (Atlantic Ocean East)         | Зона AORE                 | AOR-E             | Inmarsat-3 F5 |         |
| Индия, СНГ, Ближний Восток (India, CIS, Middle-East)       | Зона IOR                  | IOR               | Inmarsat-3F1  |         |
| Австралия И Тихоокеанский Регион (Australia & Pacific Rim) | Зона POR                  | POR               | Inmarsat-3F3  |         |

## Наземная система дифференциальной коррекции (GRAS)
Наземная система дифференциальной коррекции (англ. GRAS — ground-based regional augmentation system)) — система дифференциальной коррекции (DGPS) в которой дополнительные информационные сообщения передаются через наземные УКВ-станции в пределах охвата базовой станции. Также встречается под названием GBAS (ground-based augmentation system).
Наземное дополнение GBAS включает следующие основные элементы:
- унифицированную станцию сбора измерений;
- станцию мониторинга дифференциальных поправок;
- станцию передачи дифференциальных поправок и сигналов предупреждения[37].

#### АДПС (авиационные дифференциальные подсистемы)

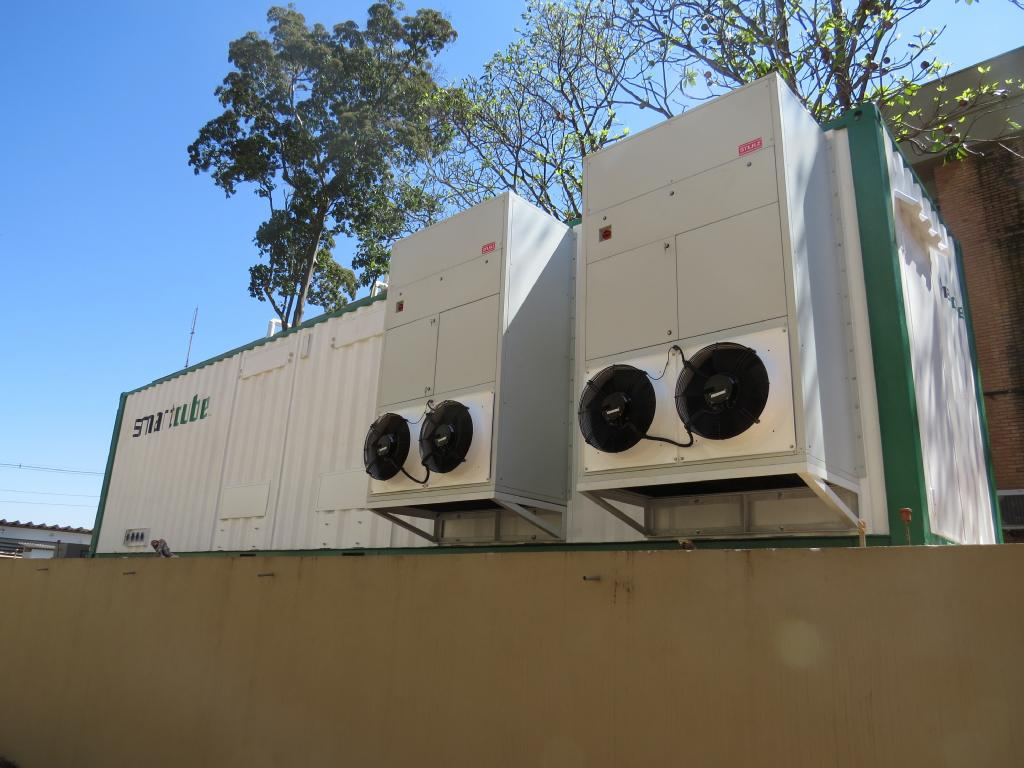
20-футовый блок-контейнер узкоспециального назначения (УССИ)

Солнечно-ветровая энергетическая установка (УССИ)

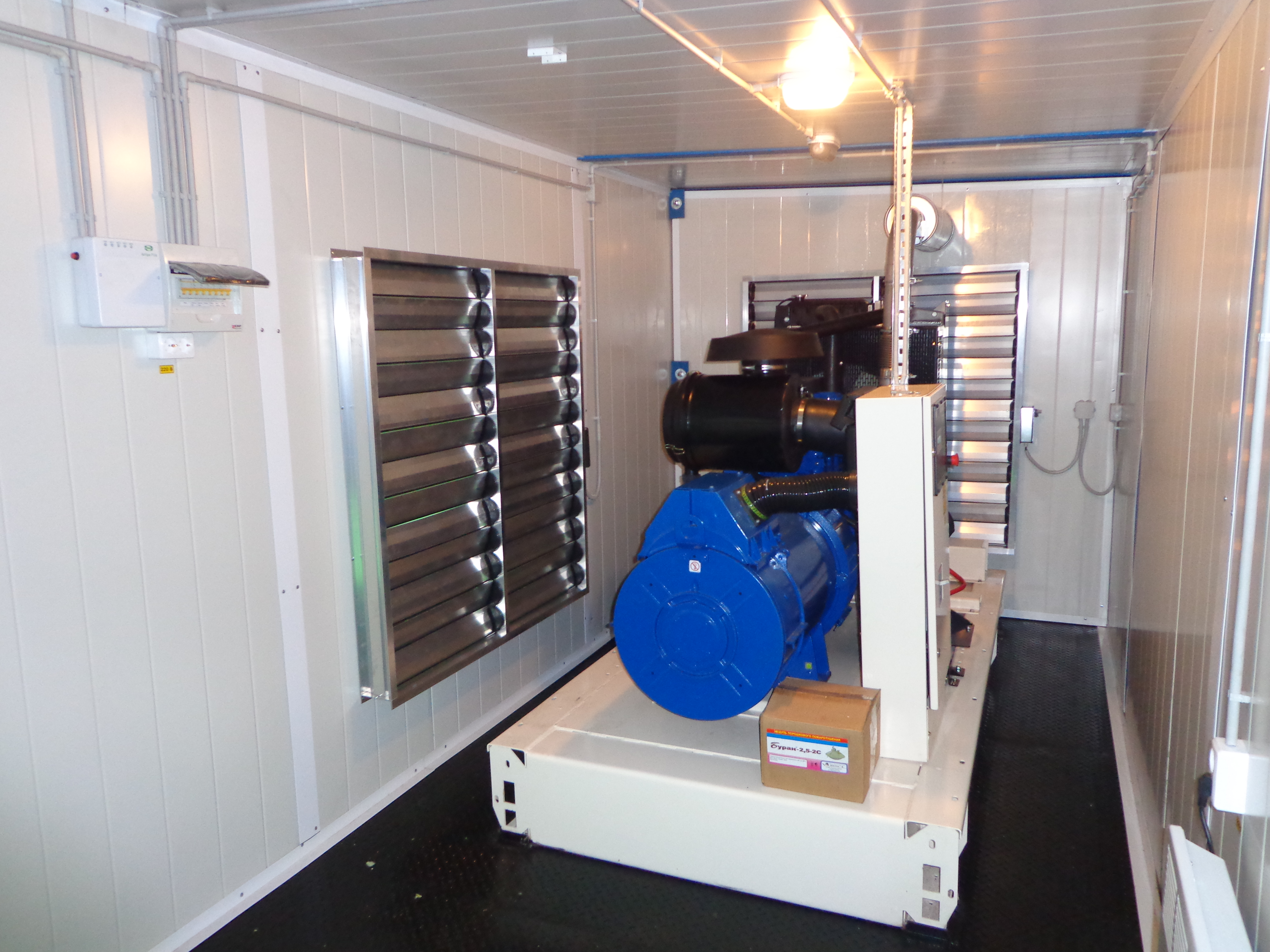
Дизель-генератор для бесперебойного питания в блок-контейнере узкоспециального назначения (УССИ)

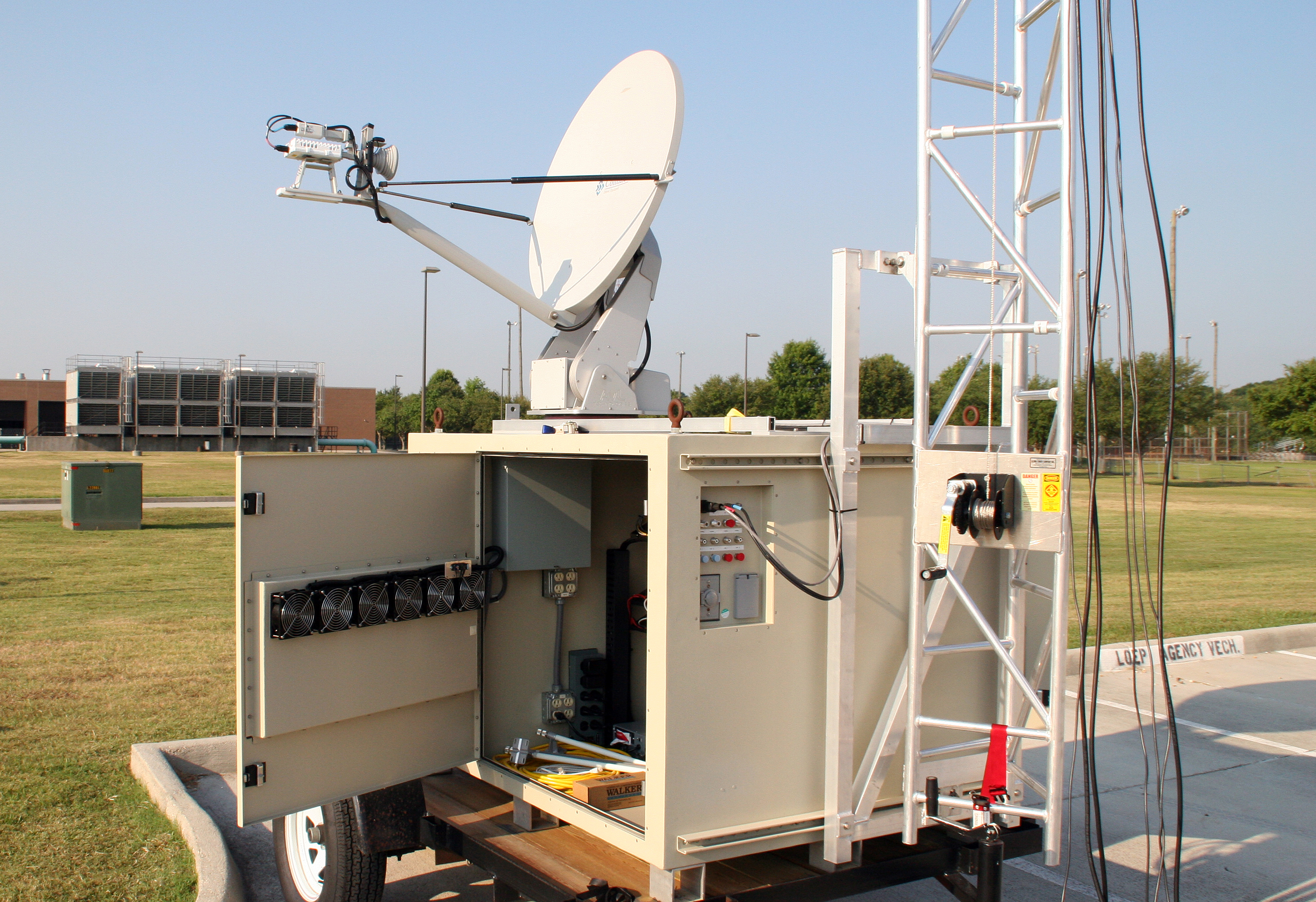
Спутниковая антенна связи для дистанционного управления и загрузки данных (УССИ)

АДПС (авиационная дифференциальная подсистема) — дифференциальная система/подсистема, направленная на повышение уровня обслуживания авиации на этапах захода на посадку, посадки и вылета, а также для наземных операций и маневрирования в районе аэродрома. Они имеют местное покрытие (например, окрестности аэропорта). Основной целью АДПС является обеспечение целостности, она также повышает точность до 1 м. Русскоязычное обозначение — ЛДПС (локальная дифференциальная подсистема). В англоязычных источниках применяются аббревиатуры GBAS (англ. ground-based augmentation system) или LAAS (англ. local area augmentation system).
АДПС представляет собой критически важную для безопасности гражданской авиации систему и состоит из наземной подсистемы и подсистемы по определению местоположения воздушного судна. Наземная подсистема обеспечивает воздушное судно данными о траектории захода на посадку и для каждого спутника в поле зрения информацией об исправлениях и целостности. Поправки позволяют самолету более точно определять свое положение относительно траектории захода на посадку. Наземная инфраструктура для АДПС состоит из ЛККС. Радиус вещания составляет 30 километров. Покрытие сигнала предназначено для поддержки перехода воздушного судна из воздушного пространства на маршруте в воздушное пространство терминальной зоны и через него  Частоты вещания от 108 до 118 МГц. Формат поправок RTCM — SC 104. Конструктивно собой представляет моноблок. Локальные ДПС имеют максимальные дальности действия от УССИ (унифицированной станции сбора измерений) или передатчика линии передачи данных (ЛПД) — до 50—200 км.[уточнить] ЛДПС обычно включают одну УССИ (имеются варианты с несколькими), аппаратуру управления и контроля (в том числе и контроля целостности), а также средства передачи данных. Расположение GBAS в зоне аэродрома создает условия для расширения ее функций, а также облегчает обслуживание. Предоставляется возможность осуществлять контроль и управления всеми подвижными объектами, находящимися в зоне аэродрома..

##### Локальная контрольно-корректирующая станция (ЛККС)
В состав ЛККС входит:
- дублированный комплект модулей обработки и контроля (МОК)
- дублированный комплект серверов последовательных интерфейсов (СПИ)
- дублированный комплект передатчиков VDB
- контрольный приемник VDB
- модуль спутниковых навигационных приемников (МСНП), включающий четыре опорных спутниковых приемника и один контрольный спутниковый приемник
- устройство ввода-вывода и интерфейсное оборудование (ИО)[44].

Радиопередатчик на УКВ ретранслирует поправки, параметры целостности и различные локальные данные, связанные с мировой геодезической системой (WGS84).
По данным на 2010 год НИЦ «Геодинамика» рекомендован Межгосударственным авиационным комитетом (МАК) и Минтрансом РФ для проведения работ по геодезическому обеспечению авиации. Центром реализовано свыше 70 проектов в аэропортах стран СНГ на более чем 40 вертолетных площадках России. Системой ЛККСА-А-2000 в России оснащены около 40 аэродромов.
АДПС могут иметь архитектуру расширенной зоны действия, охватывающей определенный регион (РДПС). Диаметр рабочей зоны региональной системы обычно составляет от 500 до 2000 км. Она может иметь одну или несколько унифицированных станции сбора измерений. В случае когда архитектура системы предполагает несколько УССИ, дополнительно организуется контрольный пункт. Наземная подсистема передает корректирующую информацию к дальномерным сигналам посредством УКВ-передачи. Примерами таких РДПС являются австралийская наземная региональная система дополнения (AGRAS — Australian ground-based regional augmentation system), которая охватывает территории Австралии и Новой Зеландии, и европейская система «Еврофикс», в которой для передачи поправок потребителям используются передающие станций импульсно-фазовой РСДН Loran-C (eLoran).

#### МДПС (морская дифференциальная подсистема)
МДПС (морская дифференциальная подсистема,  англ. MDGPS — maritime DGPS) — система (подсистема) основана на передающих станциях, установленных в различных прибрежных пунктах, пригодных для размещения радиомаякав УКВ диапазона. Дополняет глобальные системы позиционирования, предоставляя локализованные поправки к псевдодальностям и вспомогательную информацию, которые транслируются по сети морских радиомаяков. Данные передаются в формате RTCM SC-104 с использованием модуляции минимального сдвига (MSK). Трансляция поправок производится в диапазоне от 285 кГц до 325 кГц, который выделен для морской радионавигации (радиомаяки). 
Роль УССИ в МДПС выполняют контрольно-корректирующие станции (ККС). Каждая ККС имеет свой ID. Гарантируемая точность системы составляет 10 метров, на практике до 3 и ниже метров. Дальность применения поправок составляет 250-300 км. На расстояниях более 300 км. использовать поправки не рекомендуется из-за методических ошибок метода коррекции. Скорость передачи корректирующей информации колеблется от 25 до 200 бит/с.
В состав локальной МДПС может входить несколько ККС, объединенных в кластер. Перечень действующих станций ККС приведен в РТСНО адм. номер 3003.

##### Контрольно-корректирующая станция (ККС)
ККС обеспечивают формирование поправок к сигналам ГЛОНАСС/GPS и их передачу в УКВ диапазоне по стандарту RTCM SC-104. Все операции контроля и управления могут быть выполнены на месте или удаленно с удаленной контрольно-управляющей станции (УКУС) или центра управления. 
В состав ККС, как правило, входят:
- 2 опорные станции (ОС) основной и резервный комплекты для определения дифференциальных поправок и формирования корректирующей информации;
- 2 станции интегрального контроля (СИК);
- контрольная станция, как локальный пост управления, также ведет автоматическую запись данных.

Кроме ККС в состав локальной МДПС принято включать:
- удаленную контрольно-управляющую станцию (УКУС);
- пункт контроля;
- передатчик радиомаяка с антенно-мачтовым устройством;
- система связи (RDSI, GSM или Inmarsat) и бесперебойного питания[47][48][49].

##### Пункт контроля (ПК)
Основная задача ПК — контроль качества передаваемых ККС дифференциальных поправок, а также обеспечение целостности наблюдений спутниковых радионавигационных систем и формирования данных о целостности для передачи их потребителям.

##### Центр управления системой (ЦУС)
ЦУС или централизованный блок управления NDGPS (nationwide DGPS) США расположен в Александрии штат Вирджиния.
В России - в г.Санкт-Петербург, однако большинство систем работают автономно и принадлежат разным ведомствам.

##### МДПС на территории России
Почти все гражданские эксплуатируемые в России ККС работают автономно, ими не сформировано сплошное дифференциальное поле. Сплошное дифференциальной поле поправки ГЛОНАСС принято считать с 30 % перекрытием заявленных зон .
Первой Российской МДПС принято считать систему Финского залива (ККС на маяке Шепелёвский), введенную в 2010 г. и модернизированную в 2016 г.
В опытной эксплуатации находятся МДПС Азово-Черноморского региона, Балтийского, Каспийского, Баренцева, Белого морей и в заливе Петра Великого:
Новороссийская ККС на мысе Дооб; Темрюкская ККС на РЦ ГМССБ Темрюк; Туапсинская ККС на мысе Кодош; ККС МДПС на подходах к портам Балтийск и Калининград, в порту Балтийск; Астраханская ККС, пост № 2 Волго-Каспийского канала; ККС Каспийского моря, п. Махачкала; ККС Баренцева моря, п-ов Рыбачий, маяк Цып-Наволок; Архангельская ККС, маяк Мудьюгский; Залив Петра Великого, мыс Поворотный; ККС на маяке Ван-дер-Линда; ККС в п. Петропавловск-Камчатский; Сахалинская ККС, в п. Корсаков; ККС на острове Олений; ККС на р. Енисей, Липатниковский перекат; ККС на мысе Стерлигова, ККС на о. Столбовой и Каменка, ККС на мысе Андрея, Саббета, Индигирка.
По состоянию на январь 2010 года на внутренних водных путях: ККС в п. Шексна, г. Волгоград, Ростов-на-Дону, Нижний Новгород, Казань, Саратов, Самара, Пермь, Красноярск, Иркутск, Омск, Ханты-Мансийск, Печора и Подкаменная Тунгуска.
В январе 2011 года «Транзас» завершил работы по вводу в опытную эксплуатацию ККС ГЛОНАСС/GPS на внутренних водных путях РФ в районе Омска, Ханты-Мансийска и Печоры.
В сентябре 2012 года в Арктике, на трассе Северного морского пути, в дополнение к действующим ККС на острове Олений, на мысе Стерлигова и на реке Индигирка, введены в эксплуатацию ККС на островах Андрея, Столбовой и Каменка.
Постановлением Правительства РФ от 15 апреля 2014 г. No 319 планируется к развертыванию: ККС на островах Визе, Врангеля и Котельный, в п. Новорыбное, Проведения и Певек, на мысе Дежнева.
в 2015 году на Новосибирском шлюзе реки Обь была смонтирована ККС в Новосибирске.
В 2017 году оборудование поставлено в городах Рыбинске (ФГБУ «Канал имени Москвы»), Сургут (ФБУ «Администрация „Обь-Иртышводпуть“») и Барнаул (ФБУ «Администрация Обского бассейна внутренних водных путей»), а также в посёлке Пархоменко Волгоградской области (ФБУ «Администрация „Волго-Дон“»).
В 2018 году «Ростелеком» завершил монтаж двух УССИ для обработки сигналов спутниковых систем ГЛОНАСС/GPS на побережье рек Обь и Томь в поселке Самусь Томской области и городе Барнауле, соответственно.

#### Система точного позиционирования
СТП (система точного позиционирования) в некоторой источниках фигурирует как (СДГС — сеть дифференциальных геодезических станций) — автоматизированный аппаратно-программный комплекс, представляющий собой централизованно управляемую сеть контрольно-корректирующих станций, предназначенный для предоставления поправок и услуг позиционирования. Дальность таких систем — не более 50 км, они обеспечивают сантиметрово-дециметровый уровень точности. Требования непрерывности, доступности и целостности для таких систем могут быть существенно ослаблены.

##### Принцип работы
Базовые (референцные) станции систем точного позиционирования равномерно распределены по всей обслуживаемой территории. Каждая базовая станция является носителем географических координат эксплуатируемой ГНСС (WGS84, ПЗ-90 и т. д.). Кроме того, достоверно известны параметры перехода в местные плановые и высотные системы координат. Система точного позиционирования может использоваться как в режиме RTK, так и в режиме Post Processing Kinematic. Для определения координат в режиме реального времени используется станции оснащенные радиопередатчиками или выходом в Интернет. На этих станциях непрерывно производятся GPS-измерения, а их результаты передаются в центр управления (англ. control centre). Полученные дифференциальные GPS-поправки передаются пользователям системы на FM-частотах или через IP-адрес в формате RTCM SC-104.
При этом достигается точность определения плановых координат на уровне 1 м для пользователей сервиса типа базовый (Basic) и менее метра для пользователей сервиса типа улучшенный (Premium). Доступ к ССТП осуществляется по подписке. Для определения координат в режиме постобработки необходимо иметь данные не менее чем четырех базовых станций. При этом может быть достигнута сантиметровая точность результатов в прямоугольной системе координат. Данные о дифференциальных GPS-наблюдениях, полученные после обработки сигналов всех станций, доступны пользователям спустя 4 часа после окончания измерений. Информация может быть передана с центра управления (Control Centre) через Интернет или по каналам модемной связи.

##### Цели и задачи
Система точного позиционирования работает на основе постоянно действующих референцных геодезических станций. Система предоставляет дифференциальные поправки для определения координат объектов в режиме реального времени (RTK), а также исходные данные — RINEX файлы для метода Post Processing Kinematic.

##### Состав СТП
В состав СТП входят: сети постоянно-действующих спутниковых дифференциальных станций, серверы со специальным программным обеспечением, каналы связи, предназначенные для контроля работы дифференциальных станций и передачи спутниковой корректирующей информации пользователям, выполняющим спутниковые измерения относительными методами.

## Автономные системы (АВАS)
Автономная система дифференциальной коррекции (англ. АВAS — aircraft-based augmentation systems) — система дифференциальной коррекции (DGPS) в которой дополнительные информационные сообщения генерируются самостоятельно, т.е. от внутренних алгоритмов.
Автономные системы, реализуются на борту подводных лодок или на борту воздушного судна, используют автономные методы контроля целостности RAIM & AAIM.
Бортовое дополнение ABAS по сути является усовершенствованием системы автономного контроля целостности и обычно именуется RAIM. С помощью всей доступной на борту навигационной информации, других бортовых систем потребителя и мощного процессора обеспечиваются требуемые характеристики навигационного обеспечения.

### Принцип работы
Методы относительных GPS определений, использующие не менее двух антенн, объединенных в единую систему. Заключается в обработке реальных (получаемых) измерений исходными данными измерений (точность до 1—2 см). Зная "геометрию" между фазовыми центрами антенн — базисный треугольник или вектор, можно произвести дифференциальную коррекцию первичных измерений и перевычеслить координаты математического центра системы. Алгоритм "холодного старта" повторяется несколько раз, с определенной дискретностью (частотой), а позволяющей уточнять исходные данные.
После старта системы начинает работу система RAIM, производящая анализ поступающей информации. При необходимости RAIM отбраковывает спутники, данные с которых нельзя использовать в полном объеме при расчетах навигационных характеристик. На каждый отбракованный спутник должно приходиться 5 действующих. При недостаточном качестве и количестве наблюдаемых спутников система начинает использовать дополнительно информацию от процессора, вводить поправки[какие?] или замещать недостающие спутники виртуальными. Период замещения зависит от мощности процессора, программного обеспечения и исходной статистической информации. 
Обновление данных системы должно происходит каждые 4 часа (время полного обновления плеяды/созвездия навигационных спутников) и/или каждые 3000 км дальности (зона охвата плеяды/созвездия навигационных спутников). Выполняется заранее дублирующим комплектом приемников (оптимальные периоды рассинхронизации составляют 2 часа и 1500 км, соответственно).

### Архитектура
Архитектура систем АВАS избыточна и самодостаточна с двойным резервированием во всем ключевом оборудовании, что позволяет самостоятельно определять координаты (производить позиционирование с достаточно высоким качеством) и гарантирует безотказность. 
Для любой системы ABAS одним из определяющих параметров «архитектуры» является конфигурация. Различают 2 основных вида — динамическая и статическая.
Статическая — заключается в расположении антенн (фазовых центров) в производной форме. Требует большего числа антенн для качественного пеленга. Гарантирует избыточность и большие периоды рассинхронизации.
Динамическая — заключается в расположении антенн (фазовых центров) в линию (вектор) вдоль оси носителя. Устанавливается на объектах со значительной скоростью движения. Требует меньшего числа антенн. Устанавливается как правило на воздушных судах. Дает хорошие результаты в процессе движения. Один из приемников устанавливается на носу носителя и считается «головным», второй в корме и определяется как «хвостовой». Применяя квазидифференциальные методы в прямом и обратном порядке, с достаточной дискретностью (частотой) можно вычислить азимуты движения относительно друг друга. Требует регулярного сброса информации — обновления кадра.

### Состав системы
В состав системы ABAS входит 4 элемента.

#### Алгоритм первичного позиционирования
- обеспечивает «холодный старт» системы (первичное позиционирование квазидифференциальными (относительными) методами);
- обнаружение ошибок «холодного старта» (запуск/перезапуск системы).

#### Алгоритмы автономного контроля целостности (RAIM)
- обнаружения отказов;
- исключения отказавших навигационных спутников.

#### Использование методов бортового контроля целостности AAIM (airborne autonomous integrity monitoring)
- обнаружения отказов внутренней системы;
- исключения отказавших элементов внутренней системы.

#### Синхронизация и интеграция различных установленных на борту источников навигационной информации и данных с разных навигационных систем
- Совместное использование сигналов GPS/Galileo/ГЛОНАСС;
- вычислительные процессы (информация о времени и эфемеридах в формате «ожидаемая» (predicted)[уточнить] может генерироваться на основе уже полученных данных и/или загружена заранее);
- совместное использование бортовых навигационных датчиков и средств (высотомер (глубиномер), высокоточные часы, гироскопы, компасы, инерциальная навигационная система)[37].

## Прочие системы
- СКНОУ (система координатно-временного и навигационного обеспечения Украины) — разработано ПАО «АО Научно-исследовательский институт радиоэлектронных измерений» по заказу Государственного космического агентства Украины. Эксплуатируется предприятиями ГКАУ входящими в состав Национального центра управления и испытания космических средств.
- SACCSA — проект системы DGPS для стран Карибского бассейна, Центральной и Южной Америки, включает техническое определение, адаптированное к особым условиям стран Карибского бассейна, Центральной и Южной Америки (ионосфера, география и т. д.).
- AFI — зарезервированная аббревиатура для стран Африки.